# Flos Mariae
Flos Mariae va ser un conjunt espanyol de música cristiana conformat per set germanes de la família Bellido Durán. Actives entre el 2013 i el 2021, el seu estil peculiar va fer que esdevinguessin un mem d'internet.
Així mateix, es va creure que van inspirar la sèrie La mesías, estrenada el 2023 dels directors i productors de cinema Javier Calvo i Javier Ambrossi.

## Història
Les integrants de Flos Mariae són part de la família Bellido Durán, de 16 germans, dels quals en viuen 14. El grup va ser creat el desembre de 2013 per una promesa a la Verge Maria, per la qual es comprometien a crear una banda si la seva mare guaria d'un càncer. Flos Mariae va ser un dels diversos projectes digitals familiars relacionats amb el catolicisme, entre els quals hi ha un portal web, un lloc de cites per a solters catòlics i diversos canals a YouTube, entre d'altres. El nom del grup significa «La flor de Maria» en llatí.
El 2014, un videoclip en què interpretaven la seva cançó «Amén» es va viralitzar en xarxes socials a causa de la seva estètica kitsch, qualificada de lletgista, i la seva lletra, entre la qual destaca el primer vers: «Com un tall de formatge en un sandvitx pres». Van ser comparades amb la banda fictícia Los Happiness, que el 2006 es van donar a conèixer amb la cançó «Amo a Laura», en què parodiaven les opinions sobre les relacions sexuals prematrimonials dels cristians conservadors.
María José Durán Pi (més tard anomenada María Durán de Bellido), la mare de les Flos Mariae, va morir el setembre de 2015; no obstant, el grup va continuar la seva activitat fins al 2021, quan per disputes familiars es van separar en dos grups anomenats Mariah's Pop i 4HBD.
Durant la seva existència van publicar sis discos i més de cinc-cents vídeos a YouTube.
El 2023 es va estrenar la sèrie La mesías, dirigida per Javier Calvo i Javier Ambrossi, sobre unes germanes que formen un grup de pop cristià inspirat a Flos Mariae en la seva estètica i alguns elements biogràfics.